# Acromyrmex silvestrii
Acromyrmex silvestrii är en myrart som först beskrevs av Carlo Emery 1905.  Acromyrmex silvestrii ingår i släktet Acromyrmex och familjen myror.

## Underarter
Arten delas in i följande underarter:
- A. s. bruchi
- A. s. silvestrii